# Кольськ
Кольськ (пол. Kolsk, нім. Kölzig) — село в Польщі, у гміні Бежвник Хощенського повіту Західнопоморського воєводства.
Населення — 229 осіб (2011).
У 1975-1998 роках село належало до Гожовського воєводства.

## Демографія
Демографічна структура станом на 31 березня 2011 року:
|          | Загалом | Допрацездатний вік | Працездатний вік | Постпрацездатний вік |
| -------- | ------- | ------------------ | ---------------- | -------------------- |
| Чоловіки | 128     | 26                 | 83               | 19                   |
| Жінки    | 101     | 17                 | 56               | 28                   |
| Разом    | 229     | 43                 | 139              | 47                   |